# Ismen
Ismen är en hiphop-grupp bestående av Sober (Johan Alander) född 11 juni 1987 och Mickelito (Mikael Jutbo) född 1 april 1987.
Medlemmarna är sedan 2006 bosatta i Stockholm, men Johan har sitt ursprung i Östersund och Mikael i Timrå.
Vid sidan av inspelningen av sitt debutalbum Inget Kan Bli Skönt Nog släppte Ismen under 2007 ett stort antal låtar på mp3, ett musikvideosläpp (Dr Majk is Back in Town) och ett femtiotal lyckade och omskrivna livespelningar runtom i hela landet. 30 april 2008 släpptes albumet genom Pumpa Records. Sommaren samma år fick Ismen ett heluppslag i Kingsize Magazine. De har under 2010-2011 gjort ett album vid namn Försöka Duger Inte (The Lost Tape). Där de släppte 7 gratis låtar under två månader. Johan Alander (Sober) har nu gjort en självbiografi vid namn Punkt och en ny skiva som heter Ingen-enkel-väg-ut.
Mickelito har ställt upp i ett flertal olika rap battles, bland annat för O-Zone Battles och Basementality Battles.
Under 2012 släppte Ismen sin nya skiva Välkommen Till Planet regn.

## Diskografi
- 2008 – Inget Kan Bli Skönt Nog
- 2011 – Försöka Duger Inte (The Lost Tape)
- 2012 – Välkommen Till Planet Regn